# SŽD-Baureihe ЭР9
Der ЭР9 (ER9) ist ein bei der Rigaer Waggonfabrik (RVR) in Lettland gebauter Triebzug, der speziell im Vorortverkehr eingesetzt wurde. Er wurde von Anfang der 1960er Jahre an 40 Jahre lang gefertigt, war bei den Sowjetischen Eisenbahnen und ist heute noch in vielen GUS-Staaten im Einsatz. Die Fahrzeuge sind eine Wechselstrom-Variante der SŽD-Baureihe ЭР2. Von ihr unterscheiden sie sich durch den Einsatz eines Transformators und einer Gleichrichtereinheit für die Verwendung in Netzen mit 25 kV Wechselstrom 50 Hz.

## Geschichte
Zum Ende des Jahres 1961 wurden bei den Rīgas Vagonbūves Rūpnīca, den Rigaer Elektromaschinenwerk und der Waggonfabrik Twer eine Zweiwagensektion (Motorwagen und Beiwagen) geschaffen, welche sich von den Kästen der Elektrotriebwagen der Serie ЭР2 etwas unterschied. Praktisch konnte der Wagen als eine Weiterkonstruktion der SŽD-Baureihe ЭР7 bezeichnet werden.
Anfang 1962 wurde die neue Sektion auf dem Gleisring des Allrussischen Forschungsinstitutes für Schienenverkehr getestet, und in der zweiten Hälfte desselben Jahres begann der Bau von 10-Wagen-Zügen der Reihe ЭР9. Die Motorwagen bauten die Rīgas Vagonbūves Rūpnīca, und die Beiwagen (Steuerwagen und antriebslose Zwischenwagen) wurden in der Waggonfabrik Twer hergestellt. Die elektrischen Traktionsfahrmotoren und eine Reihe von elektrischen Apparaten wurden in den Rigaer Elektromaschinenwerk hergestellt, die Transformatoren und deren Ausrüstung fertigten die Elektrischen Werke in Tallinn, die Gleichrichtereinheiten wurden in den Elektrischen Werken Saransk Elektrogleichrichter gefertigt, die Hauptschalter fertigten die Elektrischen Werke Uralelektroapparat, die Hochspannungsapparate wurden von den Elektrischen Werken in Naltschik gefertigt.
Ein Motorwagen des Elektrozuges wog 59,2 t, die Beiwagen 37 t und die Steuerwagen 39 t. Sitzplätze waren in den Wagen entsprechend der Reihenfolge 110, 108 und 68 vorhanden.
Die Tabelle zeigt die Anzahl der gefertigten Fahrzeuge entsprechend der Fertigungsjahre.
| Mitteilung über die Nummerierung der Elektrozüge Serie ЭР9, ihre Einheiten, und gleichfalls der Bau verschiedener Elektrowagen und Sektionen | Mitteilung über die Nummerierung der Elektrozüge Serie ЭР9, ihre Einheiten, und gleichfalls der Bau verschiedener Elektrowagen und Sektionen | Mitteilung über die Nummerierung der Elektrozüge Serie ЭР9, ihre Einheiten, und gleichfalls der Bau verschiedener Elektrowagen und Sektionen | Mitteilung über die Nummerierung der Elektrozüge Serie ЭР9, ihre Einheiten, und gleichfalls der Bau verschiedener Elektrowagen und Sektionen | Mitteilung über die Nummerierung der Elektrozüge Serie ЭР9, ihre Einheiten, und gleichfalls der Bau verschiedener Elektrowagen und Sektionen | Mitteilung über die Nummerierung der Elektrozüge Serie ЭР9, ihre Einheiten, und gleichfalls der Bau verschiedener Elektrowagen und Sektionen | Mitteilung über die Nummerierung der Elektrozüge Serie ЭР9, ihre Einheiten, und gleichfalls der Bau verschiedener Elektrowagen und Sektionen | Mitteilung über die Nummerierung der Elektrozüge Serie ЭР9, ihre Einheiten, und gleichfalls der Bau verschiedener Elektrowagen und Sektionen |
| Jahr der Auslieferung | Anzahl der gebauten Elektrowagen, Stückzahl                                                                                                  | Nummer der ausgelieferten Elektrowagen | Anzahl der Waggons in den Elektrozügen | Nummer verschiedener Elektrowagen | Nummer verschiedener Elektrowagen | Nummer verschiedener Sektionen | Nummer verschiedener Sektionen |
| Jahr der Auslieferung | Anzahl der gebauten Elektrowagen, Stückzahl                                                                                                  | Nummer der ausgelieferten Elektrowagen | Anzahl der Waggons in den Elektrozügen | Steuerwagen Beiwagen | Zwischenwagen Motorwagen | Steuer | Mittel |
| ЭР9 | ЭР9 | ЭР9 | ЭР9 | ЭР9 | ЭР9 | ЭР9 | ЭР9 |
| --- | --- | --- | --- | --- | --- | --- | --- |
| 1961 | 2 | 01 | 2 | — | — | — | — |
| 1962 | 100 | 02—11 | 10 | — | — | — | — |
| 1963 | 250 | 12—33, 35—37 | 10 | — | — | — | — |
| 1964 | 100 | 38—47 | 10 | — | — | — | — |
| ЭР9П | | | | | | | |
| 1963 | 10 | 34 | 10 | — | — | — | — |
| 1964 | 240 | 48—71 | 10 | — | — | — | — |
| 1965 | 400 | 72—111 | 10 | — | — | — | — |
| 1966 | 460 | 112—157 | 10 | — | — | — | — |
| 1967 | 582 | 158—229 | 10 | 401—403 | 30100, 30200, 30300 | — | — |
| 1968 | 232 | 230—258 | 10 | — | — | — | — |
| 1969 | 401 | 259—305 | 8 | 404—419 | — | — | — |
| 1970 | 60 | 307—313 | 8 | 420—423 | — | — | — |
| 1971 | 100 | 314—325 | 8 | 424—427 | — | — | — |
| 1972 | 100 | 326, 331—333 | 8 | 428—435 | — | — | 600—606, 608—610 |
| 1972 | 100 | 327—330 | 10 | 428—435 | — | — | 600—606, 608—610 |
| 1973 | 120 | 334—342 | 8 | 436—443 | — | — | 611—620 |
| 1973 | 120 | 343, 344 | 10 | 436—443 | — | — | 611—620 |
| 1974 | 180 | 345—350, 354—358 | 10 | — | 5000, 5001, 5002, 5003 | 4000—4003 | 621—629 |
| 1974 | 180 | 351—353, 359, 360 | 8 | — | 5000, 5001, 5002, 5003 | 4000—4003 | 621—629 |
| 1975 | 180 | 361—364, 367, 368, 372, 373 | 10 | — | — | 4004, 4005 | 630—644 |
| 1975 | 180 | 365, 366, 374—377 | 8 | — | — | 4004, 4005 | 630—644 |
| 1975 | 180 | 369—371 | 6 | — | — | 4004, 4005 | 630—644 |
| ЭР9М | | | | | | | |
| 1976 | … | 382—388, 391, 392, 395, 396 | 10 | — | 5004—5020 | — | — |
| 1976 | … | 378—381, 389, 390, 393, 394 | 8 | — | 5004—5020 | — | — |
| 1977 | … | 397—400, 501—514 | 10 | — | — | 4006, 4007 | 645—652 |
| 1978 | … | 515—533 | 10 | — | — | — | — |
| 1979 | … | 534—552 | 10 | — | — | — | — |
| 1980 | … | 553—559 | 10 | — | — | — | — |
| 1981 | … | 560—564, 566—571 | 10 | — | — | 4008, 4009 | 653—655 |
| 1982 | … | 573—580 | 10 | 4010—4017, 4019—4021 | — | — | — |
| 1982 | … | 581—587 | 6 | 4010—4017, 4019—4021 | — | — | — |
| 1982 | … | 588 | 8 | — | — | — | 656—662 |
| 1982 | … | 589 | 4 | — | — | — | 656—662 |
| 1995 | 8 | — | — | 5030—5037 | — | — | — |
| ЭР9Е | | | | | | | |
| 1981 | … | 565, 572 | 10 | — | — | — | — |
| 1982 | … | 590, 591 | 10 | — | — | — | — |
| 1983 | … | 592—609 | 10 | — | — | — | — |
| 1984 | … | 610—628 | 10 | — | — | 4031—4034 | 665 |
| 1985 | … | 629—647 | 10 | — | — | 4035, 4036 | — |
| 1986 | … | 648—650, 653, 654 | 10 | — | — | 4037, 4038 | 4039—4049 |
| 1986 | … | 651, 652, 655, 656 | 6 | — | — | 4037, 4038 | 4039—4049 |
| 1987 | … | 657—660, 662, 663, 665, 666 | 10 | — | — | 4050, 4051 | — |
| 1987 | … | 661, 664 | 8 | — | — | 4050, 4051 | — |
| ЭР9Т | | | | | | | |
| 1988 | … | 667—669, 674, 675 | 10 | — | — | — | — |
| 1988 | … | 670—673, 676, 677 | 12 | — | — | — | — |
| 1989 | … | 678—691 | 10 | — | — | — | — |
| 1990 | … | 692—700 | 10 | — | — | 4052, 4053 | — |
| 1991 | … | 701—724 | 10 | — | — | 4054, 4055 | 6050 |
| 1994 | … | 725—728, 730—733 | 10 | — | — | — | — |
| 1994 | … | 729 | 11 | — | — | — | — |
| 1995 | … | 734—741 | 10 | 4057, 4058 | — | — | — |
| 1996 | … | 742—745, 801 | 10 | — | — | — | — |
| 2001 | … | 746 | 10 | — | — | — | — |
| 2003 | … | 747 | 10 | — | — | — | — |

## Mechanische Ausstattung
Der Wagenkasten ist eine Ganzmetall-Schweißkonstruktion in selbsttragender Konstruktion. In den hauptsächlichsten Elementen sind die Wagenkästen so wie die der SŽD-Baureihe ЭР2 ausgeführt. Unterschiedlich waren Elemente für die Unterbringung der Einheiten für den Betrieb unter Wechselstrom. Beispielsweise besaßen die Fahrzeuge Aufhängungen für die Unterbringung des Transformators, der Gleichrichtereinheit und eines Umformers im Rahmen des Motorwagens. Gleiches betraf die Befestigung des Hauptschalters auf dem Dach des Wagens und spezielle Schächte für die Hochspannungsleitungen.
Die Inneneinrichtung und die Aufteilung des Wagens war so wie bei den Wagen der SŽD-Baureihe ЭР2. Doch in den Motorwagen der Züge ЭР9M (ER9M), ЭР9Е(ER9E) und ЭР9T(ER9T) waren Hochspannungsschächte im Zentrum des Wagens vorhanden. In diesen Schächten waren Hochspannungsschächte angeordnet, die die Hochspannungskabelführung ersetzten.

## Elektrische Ausrüstung
Die Einzelteile. Es bedeuten:
- 2: pneumatischer Antrieb

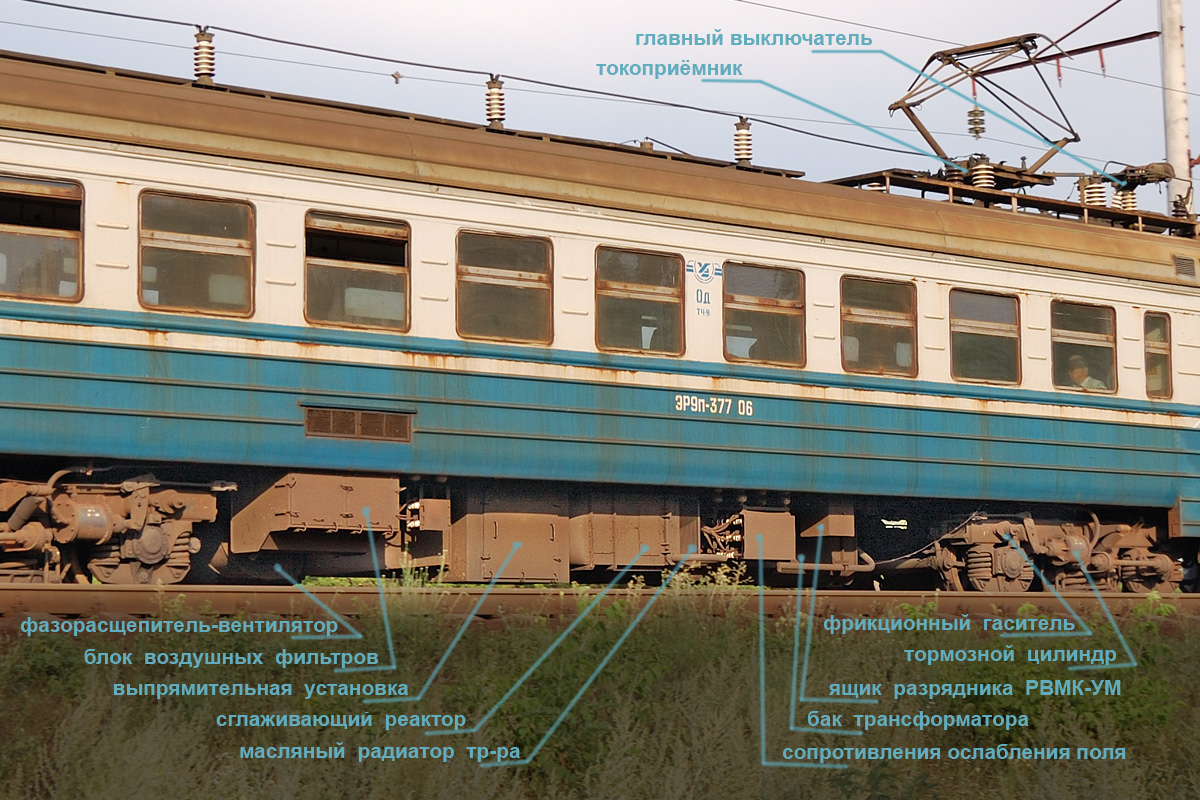
Anordnung von der Ausrüstung eines ЭР9П bzw.ЭР9M

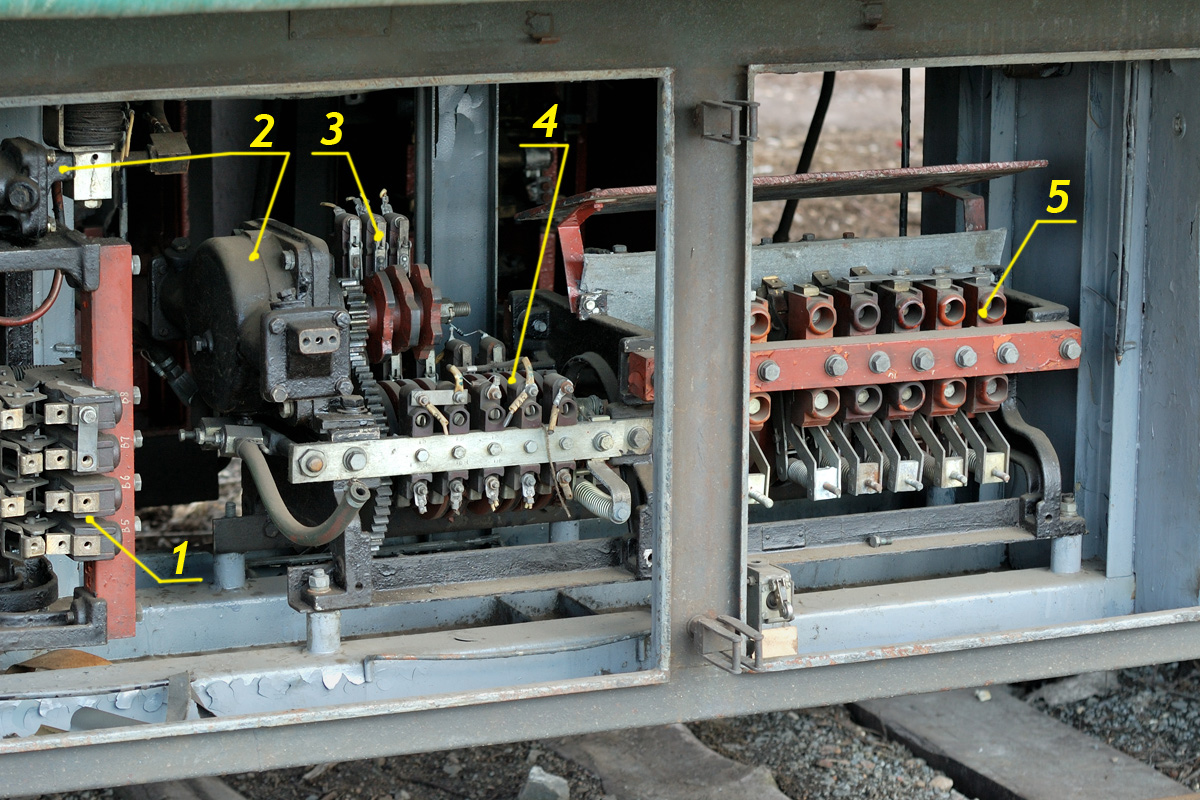
Widerstands-Kontroler des ЭР2, ähnlich mit dem Kraftkontroler des ЭР9

- 3: Kontakte der Verwaltung des Antriebes
- 4: andere Kontakte der Verwaltung
- 5: Kraftkontaktoren

Die Ausstattung der Fahrzeuge ist am besten auf dem beigelegten rechten Foto ersichtlich. Auf jedem Motorwagen sind vier Traktionselektrofahrmotoren für Gleichstrom angeordnet. Die Motoren sind in zwei Gruppen von je zwei Fahrmotoren in Reihenschaltung vereinigt, die Gruppen sind parallel angeordnet. Die Fahrmotoren erhalten ihre Speisung von dem Kontaktnetz über: den Stromabnehmer vom Typ Л-13У01 (L-13U01) oder Л-14М01 (L-14M01), den Traktions-Transformator, den Kraftschalter mit der Bezeichnung КСП (KSP), der Gleichrichtereinheit, dem Glättungsreaktor und den Linien-Kontaktoren. Der Kraftschalter dient für die Regulierung der Spannung, die Gleichrichtereinheit und der Glättungsreaktor für die Umwandlung von Wechselstrom in Gleichstrom, die Linien-Kontaktoren dienen für das Anschließen bzw. Abschließen des Stromes.
Die Stromabnehmer sind auf dem Dach der Motorwagen angebracht. Sie sind mit der Primärseite des Transformators über den Hochspannungsschacht verbunden. Die Stromabnehmer aller Motorwagen konnten parallel verbunden werden zur Erhöhung der Zuverlässigkeit. Zur Möglichkeit des Absenkens einiger Stromabnehmer, damit diese in Reserve gehalten werden können, sind auf dem Dach, verbunden mit Isolatoren, alle Wagen des Zuges mit einer Hochspannungsleitung verbunden. Zwischen den Wagen besteht eine biegsame Verbindung.
Der Transformator vom Typ ОЦР-1000/25 (OZR-1000/25) ist ein ölgekühlter Transformator. Er ist unter dem Wagenkasten an speziellen Aufhängungen untergebracht. Der Transformator besitzt vier Wicklungen; eine primäre (Netzwicklung) für die Nennspannung 25 kV 50 Hz und drei sekundäre (die Kraftwicklung, die Heizungswicklung mit einer Spannung von 628 V und die Hilfswicklung mit einer Spannung von 220 V). Die Gleichrichtereinheit wandelt den Wechselstrom von der Kraftwicklung in Gleichstrom um für die Speisung der Fahrmotoren. Auf den Elektrowagen ЭР9 ist die Gleichrichtereinheit in den Vorräumen in Schränken untergebracht, bei den übrigen Modifikationen, die die Mehrheit der Serie bestimmen, unter den Wagenböden. Der Motorkompressor, die Pumpe für das Transformatorenöl und die Motor-Ventilatoren für die Heizluft werden mit Drehstrom mit einer Spannung von 220 V gespeist, bereitgestellt durch den Umformer, welcher vom Traktionstransformator mit einfasigem Wechselstrom mit 220 V gespeist wurde.
Der Glättungsreaktor mit der Bezeichnung СР-800 (SR-800) ist als eine Induktivrolle gebildet. Er dient für die Verringerung des pulsierenden gleichgerichteten Stromes, den die Traktions-Elektrofahrmotoren erhalten. Die Kühlung der Kraftausrüstung ist eine Zwangskühlung; auf der Welle des Umformers ist ein Ventilator eingerichtet, die Luft von diesem passiert die Gleichrichtereinheit, den Glättungsreaktor, den Ölkühler des Transformators und gelangt danach in das Freie. Auf den Elektrozügen der Reihe ЭР9 wurde die Gleichrichtereinheit durch gesonderte Ventilatoren gekühlt.
Der Nocken-Kontroler mit der Bezeichnung КСП (KSP) war durch einen pneumatischen Antrieb angetrieben und war in der Konstruktion ähnlich mit dem Kraftumschalter bei der SŽD-Baureihe ЭР2. Der Nockenschalter verband stufenweise die Sekundär-Wicklungen des Transformators, stufenweise wurde geändert die Spannung für die Traktionsfahrmotoren. Insgesamt gab es 20 Stufen bis Erreichen des Fahrmotoren-Stromes von 365 A, die Zuschaltung konnte geändert werden mit Hilfe des Relais für die Beschleunigung (bei Drücken eines Knopfes für die Beschleunigung im Führerstand).

## Kraftverwaltung des Zuges

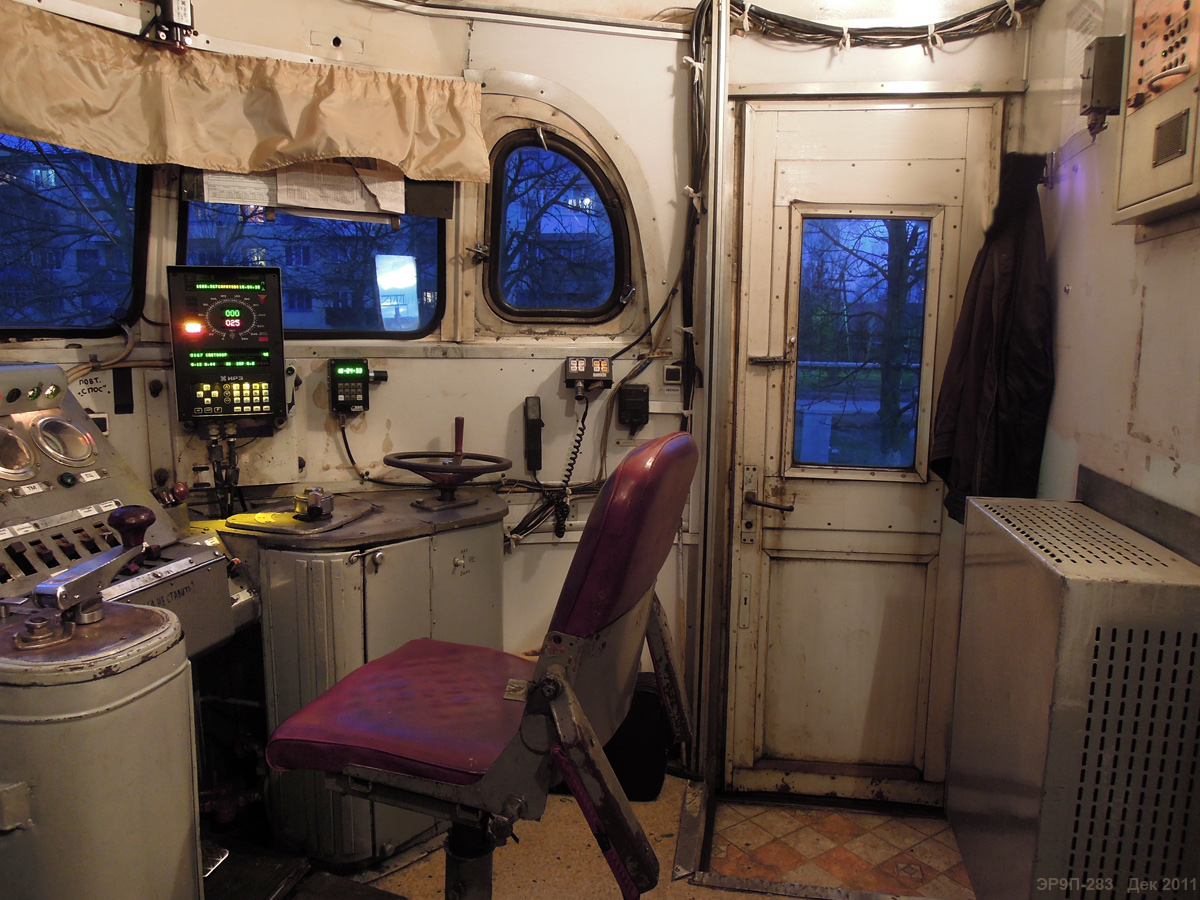
Führerstand eines ЭР9П alter Ausführung, ohne Vorraum (ЭР9П.283)

Der Fahrschalter, untergebracht in der Kabine des Maschinisten, besaß sechs Stellungen: 0, M (Rangiergang), 1–4. Im Rangiergang wurden die Linien-Kontaktoren mit den Fahrmotoren über den Nocken-Kontroler verbunden. Der Nocken-Kontroler stand auf der ersten Position, er erhielt minimale Spannung. Bei Stellung des Fahrschalters auf der ersten Position begann der Nocken-Kontroler auf die sechste Position zu drehen, bei der Stellung des Fahrschalters auf die zweite Position drehte der Nocken-Kontroler auf die zehnte Position, bei der Stellung des Fahrschalters auf der dritten Position drehte der Nocken-Kontroler auf die sechzehnte Position, bei der Stellung des Fahrschalters auf der vierten Position drehte der Nocken-Kontroler auf die neunzehnte Position. Bis zur 16. Position des Nocken-Kontrolers wurde an den Fahrmotoren stufenweise die Spannung erhöht, auf den Positionen 17–19 wurden drei Stufen Feldschwächung eingeschlossen (dritte Methode der Regulierung der Drehzahl der Fahrmotoren mit Gleichstrom).
Stand der Fahrschalter auf der Position 0, ging der Nocken-Kontroler, falls er sich auf der Stellung 2–20 befand, auf die Position 1 in einseitiger Handlung zurück. Der Nocken-Kontroler schloss nur bei Stellung des Fahrschalters ab Position 1 (unter Verhinderung eines schnellen Stromanstiegs). Die volle Umdrehung des Nocken-Kontrolers von Stellung 1 auf Stellung 20 dauerte ca. 12–15 s.
In der kalten Jahreszeit konnte es vorkommen, dass der Nocken-Kontroler auf Grund des Einfrieren von Kondensates sich nicht mehr drehen ließ. Diese Situation wurde im Fachjargon als Elektrozug kann nur im Rangiergang fahren bezeichnet, weil der Nocken-Kontroler nur auf der ersten Position stand und nicht weiter kam. Abhilfe aus dieser Situation schaffte nur eine Schmierung des Nocken-Kontrolers, oder, bedeutend einfacher, seine Erwärmung.

## Betrieb des Elektrozuges
Bei dem Betrieb der ersten Elektrozüge der Reihe ЭР9 wurden verschiedene Störungen beobachtet; es wurden Widerstände zerstört, bei der Gleichrichtereinheit wurden Silizium-Einheiten zerstört, Hochspannungskabel und verschiedene Hilfsmaschinen versagten ihrer Arbeit. Nach den Ansammlungen von Erfahrungen und Überarbeitung der Konstruktion konnten jedoch diese Störungen beseitigt werden. Beginnend mit der Auslieferung des ЭР9.002 wurden die Wagenkästen mit kombinierten Ausstiegen für hohe und niedrige Bahnsteige, analog den Wagenkästen der SŽD-Baureihe ЭР2, ausgeliefert.
Die Auslieferung der Elektrotriebwagen ЭР9 erlaubte die Benützung von Triebwagen auf Vorortbahnen nicht nur auf dem Eisenbahnknoten in Gorki, sondern auch auf Vorortabschnitten um Minsk, Krasnojarsk, Rostow am Don und einer Reihe anderer Eisenbahnen der ehemaligen UdSSR. Durch die erfolgreiche Umsetzung dieser Fahrzeuge im Betrieb konnte die Erprobung der Reihe ЭР8 eingestellt werden, die als Triebwagen für Stromsysteme mit Wechselstrom und Wechselstrom-Fahrmotoren gedacht waren. Bei diesem Fahrzeug erwies sich die Steuerung der Fahrmotoren als sehr schwierig.

## Modernisierung der Elektrozüge der Reihe ЭР9

### ЭР9П (ER9P)

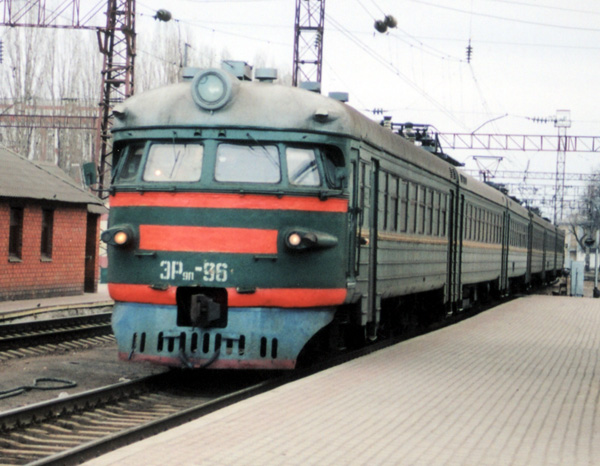
ЭР9П.96 in der Station Woronisch

Eine modernisierte Version der Fahrzeuge wurde von 1964 an ausgeliefert. Im Unterschied zu den ЭР9 wurde bei ihr die Gleichrichtereinheit unter dem Wagenkasten angeordnet. Infolgedessen wurde das Schema des Wagens modernisiert, ein Teil der Apparate zur Kühlung der Gleichrichtereinheit wurde aufgeräumt. Die Kühlung wurde durch Zwangskühlung realisiert; der Ventilator war auf der Welle des Umformers. Von den Fahrzeugen mit der Inventarnummer 307 an wurde die Aufhängung des Getriebes für den Antrieb getauscht; von einer sichelförmigen auf eine stangenförmige Bauweise. Die Bremszylinder bekamen eine automatische Regulierung der Kolbenstange bei Abnutzung der Bremssohlen.
Es wurden außerdem auch die Innenausstattung des Abteiles der Reisenden und der Vorräume geändert. 1974 wurde mit dem Steuerwagen der Inventarnummer 345 die Form des Kopfteiles geändert (von der runden auf eine quadratische Form; in Analogie zu den ЭР2).

### ЭР9M (ER9M)

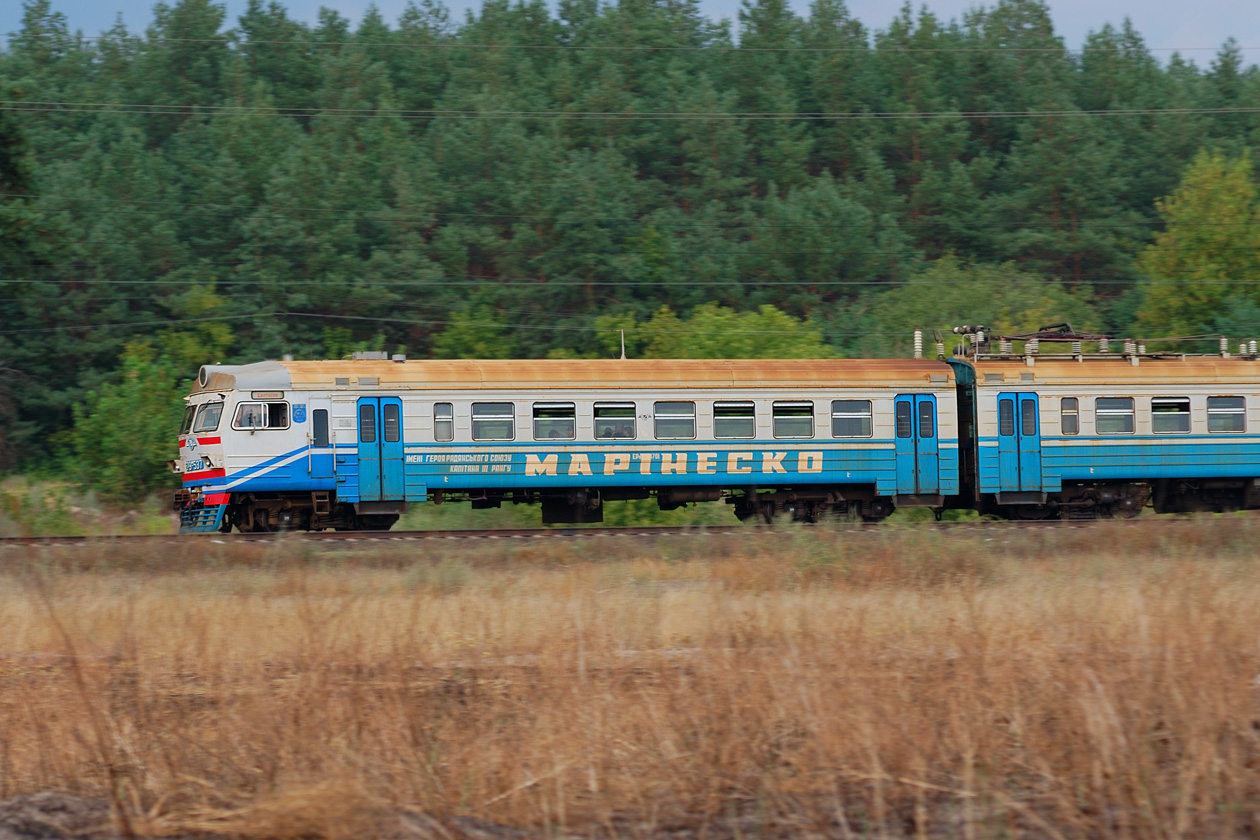
ЭР9M.537 auf der Strecke Zuibuljewo – Funduklejeva (Oblast Kirowohrad)

Eine weitere Modifikation wurde von 1976 an ausgeliefert. Im Unterschied zu dem ЭР9 und ЭР9П wurden bei den Elektrozügen ЭР9M die Hochspannungskabelführung durch eine mantelförmige Kabelführung ersetzt, diese war in einem Hochspannungsschacht untergebracht, welcher in der Mitte des Motorwagens platziert war. Gleichzeitig wurde eine neue Gleichrichtereinheit verwendet. In den Abteilen der Reisenden wurden gepolsterte Sitze statt der hölzernen verwendet (in Analogie zu dem ЭР2 ab der Inventarnummer 1112 an). Nach erfolgreicher Bewährung wurde der Hochspannungsschacht auch auf der Mehrheit der ЭР9П verwendet. In der Gleichrichtereinheit wurden strebenförmige Dioden verwendet, in Folge davon wurde deren Zahl von 144 auf 84 verringert, und gleichfalls verringerten sich die Ausmaße des Schrankes für den Gleichrichter. Seine Unterbringung und seine Kühlung wurden nicht verändert.
Eingesetzt werden die ЭР9M bei den RŽD, bei der Ukrainischen Eisenbahn und bei den Eisenbahnen in Usbekistan.

### ЭР9Е (ER9E)

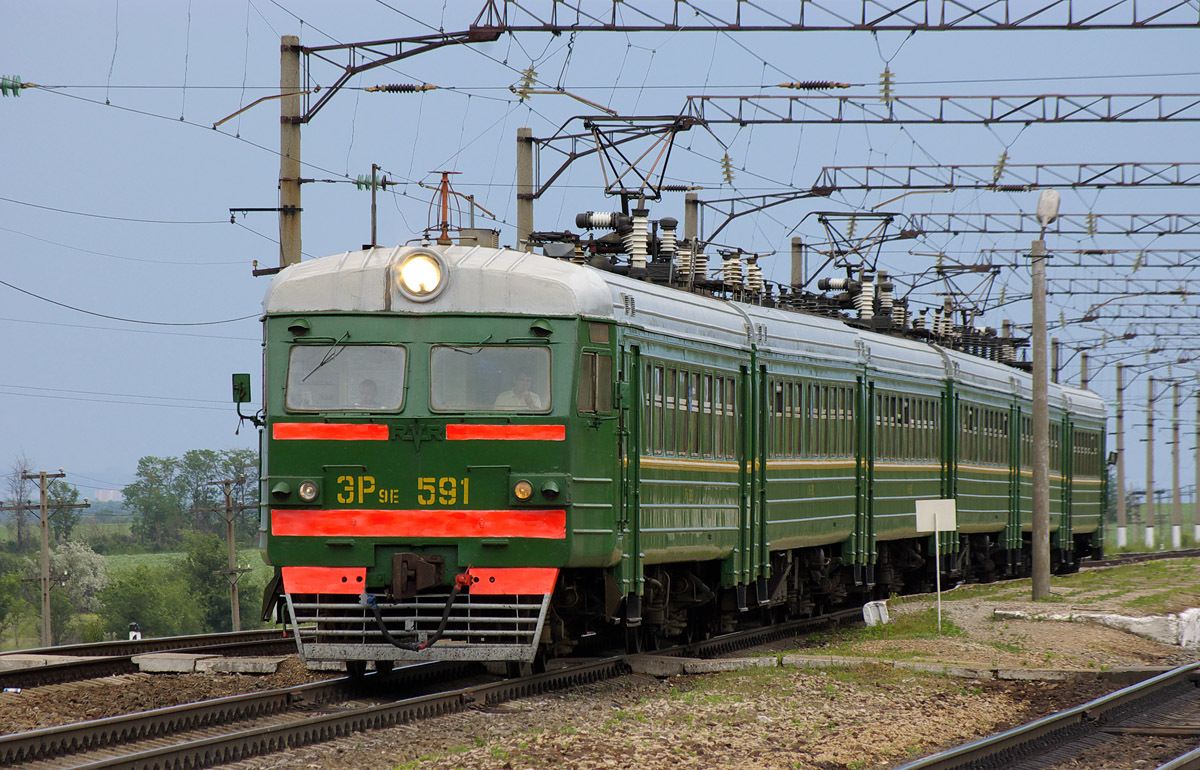
ЭР9Е.591 bei der Abfahrt von Wuisotschino, Bataisk

Eine weitere Modifikation wurde von 1981 bis 1987 ausgeliefert. Im Unterschied zu dem ЭР9M besaßen die Fahrzeuge eine geänderte Kühlung der Kraftausrüstung. So wurde der Glättungsreator zusammen mit dem Öl des Transformators gekühlt. Die Luftkühlung geschah nur bis zu der Gleichrichtereinheit, danach ging sie in das Freie.
Die Züge wurden als ЭР9Е.565, ЭР9Е.590 bis ЭР9Е.666 bezeichnet. Nachträglich gelieferte Wagen hatten die Bezeichnung 4031–4051 (geliefert von 1984–1987), 4057 und 4058, diese Fahrzeuge wurden 1995 gebaut. Der letztgebaute Triebzug, der ЭР9Е.666 wurde schon als ЭР9T (ER9T) gebaut und erhielt die Bezeichnung ЭР9ЕT.666. Der Triebzug wurde an die Ukrainische Eisenbahn gegeben, nachdem er unter anderem von 1987–1988 nach der Nuklearkatastrophe von Tschernobyl auf dem Abschnitt Tschernihiw–Slawutytsch–Ioltscha gefahren war.

### ЭР9T (ER9T)

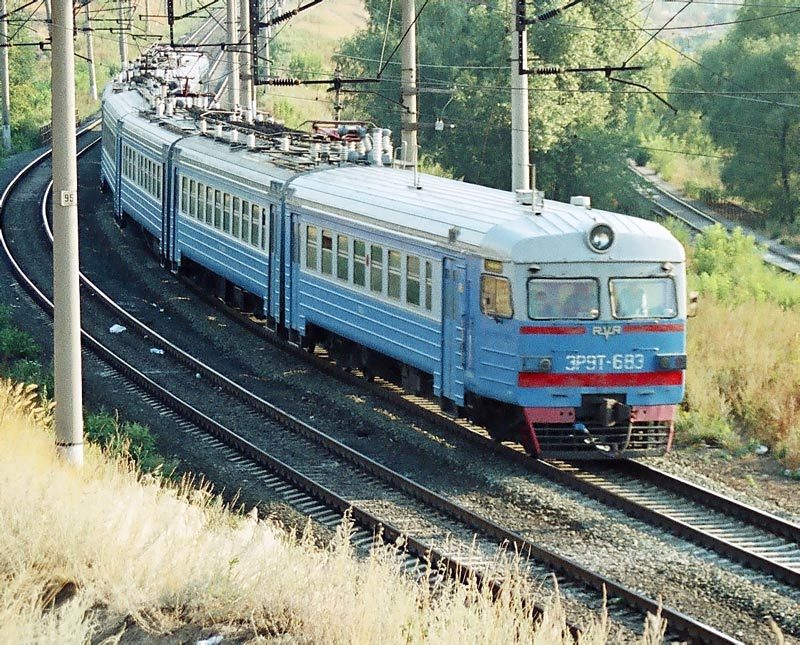
ЭР9T.683 in der Nähe von Saratow

Mit dieser Modifikation, die von 1988 an ausgeliefert wurde, endete auch die Auslieferung von Triebzügen ЭР9 bei den Rīgas Vagonbūves Rūpnīca um 1996. Diese Triebwagen besaßen modernisierte Drehgestelle und Traktionsfahrmotoren. Außerdem waren sie mit einer Widerstandsbremse ausgerüstet. Im Oktober wurde der Triebzug ЭР9TM.801 gebaut, dieses Fahrzeug kam im März 1997 in das Depot Minsk zu der Belaruskaja tschyhunka. Bei dem Bau der Fahrzeuge wurden neue Elektroausrüstungsmodule aus den Rigaer Elektromaschinenwerk verwendet. Der Index M bei dem genannten Fahrzeug steht für die Bezeichnung modernisiert.
Die Elektrozüge ЭР9T.746 (gebaut 2001) und ЭР9T.747 (gebaut 2003) wurden in dem Ausbesserungswerk Kiew auf der Basis der Kästen gebaut, die von den Rīgas Vagonbūves Rūpnīca gekauft wurden. Äußerlich waren die Triebzüge der Reihe ЭР9T leicht von den anderen Modifikationen der Serie zu unterscheiden; auf dem Dach der Motorwagen wurden Bremswiderstände installiert.

### Generalüberholte Elektrozüge (ЭР9K, ЭР9ПК, ЭР9MK, ЭM9)

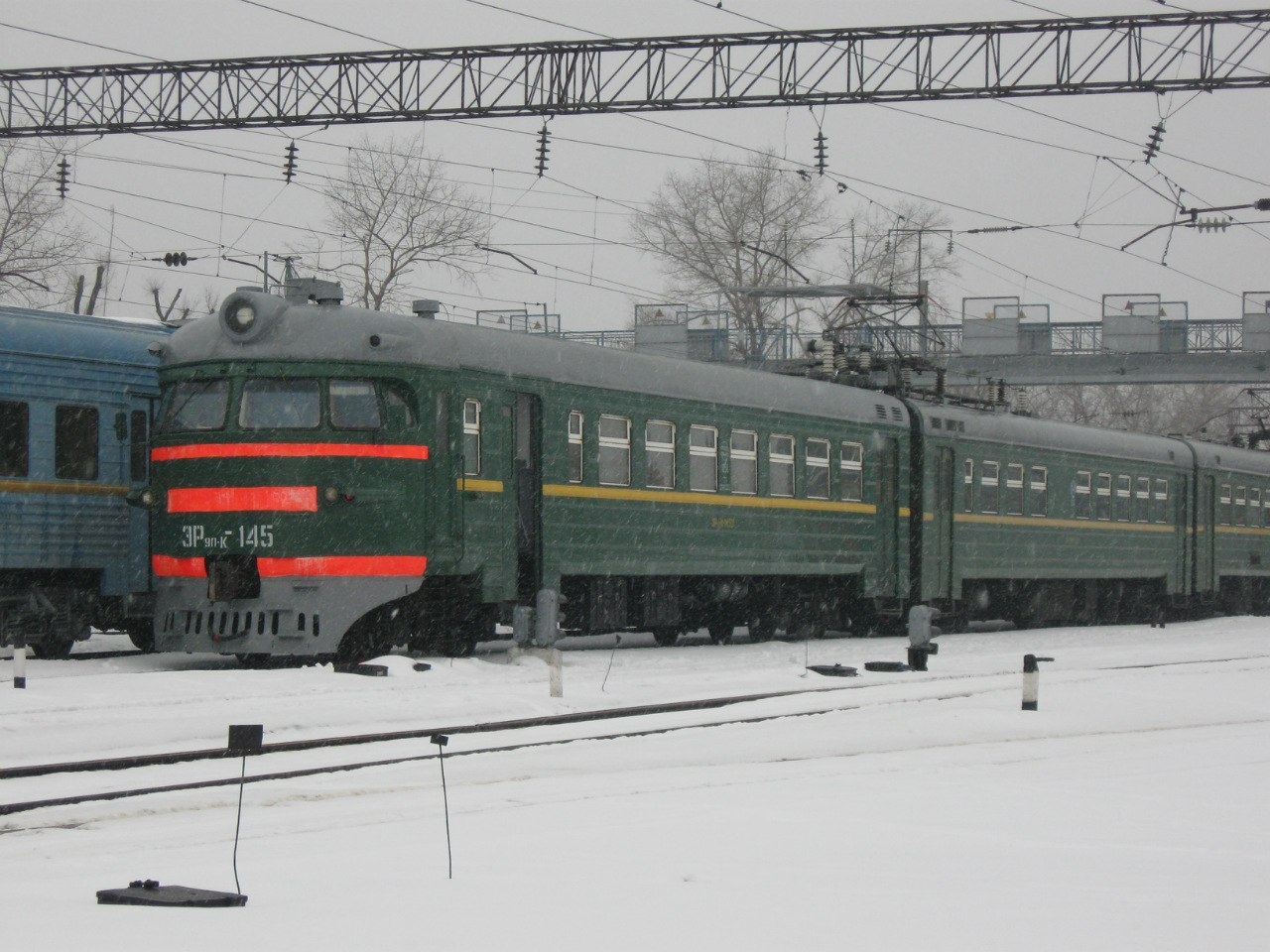
ЭР9ПК.145 in Woronisch

Nach der Generalüberholung wurden den Elektrozügen der Serie ЭР9 der ergänzende Index K zuerkannt (z. B. ЭР9ПК.58). Die Elektroausrüstung der Züge wurde praktisch nicht geändert. Stattdessen änderte man die innere Ausrüstung des Abteiles der Reisenden, anstatt der hölzernen Innenausstattung wurde eine aus Metall verwendet, die Rahmen der Fenster und der Abteiltüren wurden aus Kunststoff hergestellt.
Die Hochspannungskabelführung wurde durch eine mantelförmige Kabelführung ersetzt, diese war in einem Hochspannungsschacht untergebracht, welcher in der Mitte des Motorwagens platziert war. Bei einem Teil der Züge wurde die Bezeichnung in ЭM9 getauscht, um die neue Serie von Elektrowagen zu kennzeichnen. Bei den ersten vier Zügen (ЭM9.001 bis ЭM9.004) wurde die originale runde Form der Steuerwagen behalten, die übrigen Züge erhielten geänderte Kopfformen, die von den Rīgas Vagonbūves Rūpnīca ausgearbeitet wurden. Praktisch alle Züge der Reihe ЭM9 waren im Depot Smolensk der Moskowskaja schelesnaja doroga stationiert, der Triebzug ЭM9.002 im Depot Nischni Nowgorod.

### Elektromotorwagen
Wie auch bei den ЭР2, wurden die Fahrzeuge teilweise in Motorwagen für den dienstlichen Gebrauch umgebaut. Auf der Turkestan-Sibirischen Eisenbahn wurde hauptsächlich der Elektromotorwagen 1Н (1N) verwendet. Er wurde auf der Basis des Wagens ЭР9П.20004 gebaut.
Bei den Eisenbahnen um Gorki wurde 1985 von einer Konstruktionsgruppe ein Elektromotorwagen zum Transport von Lebensmitteln mit der Bezeichnung ЭВП-001 (EWP-001) gebaut, er wurde auf der Basis eines ausgemusterten Motorwagens des ЭР9П.1006 geschaffen. Bei dem Wagen blieb der größte Teil der Elektroausrüstung erhalten, und auf beiden Seiten des Wagens wurden Führerstände eingerichtet. Die Fahrgasträume wurden für den Transport und den Verkauf von Lebensmitteln auf den Eisenbahnstationen verwendet. Der Zug war meist im Bahnhof Iljino stationiert.

## Bilder

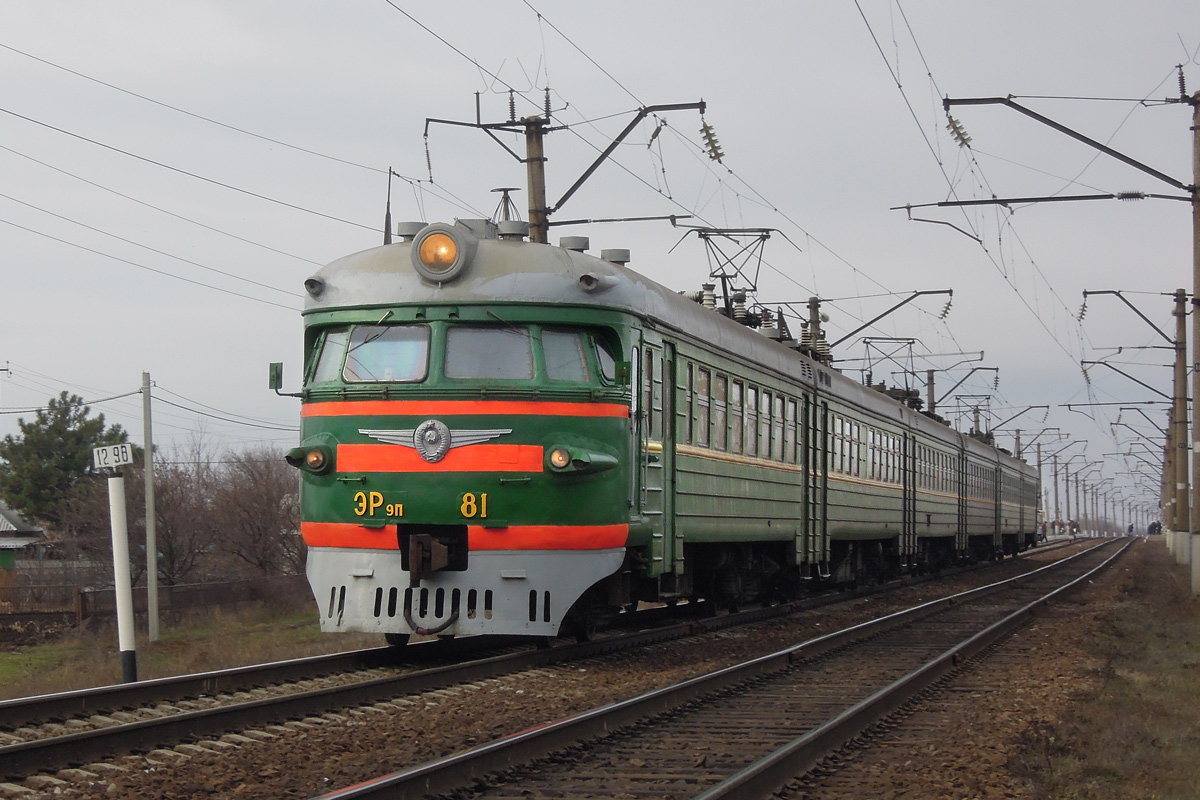
ЭР9П.81 in Taganrog
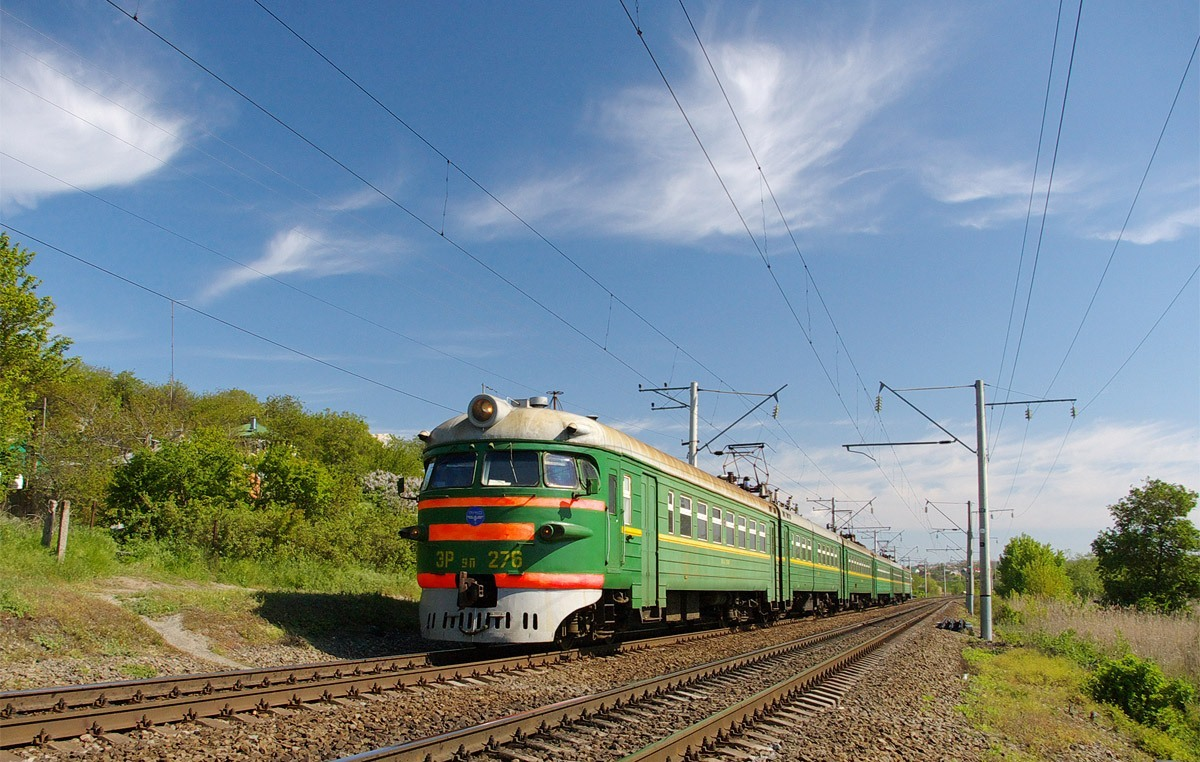
ЭР9П.276
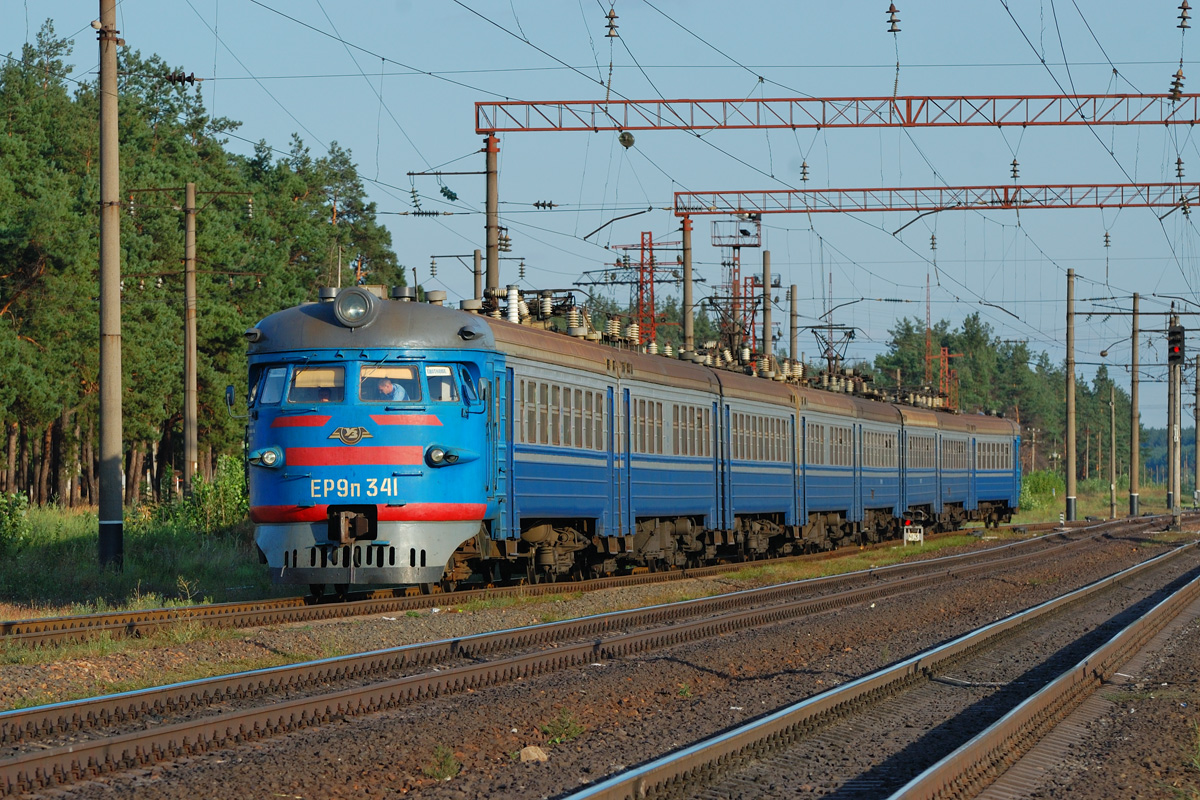
ЭР9П.341 bei den Eisenbahnen um Odessa, Ukraine
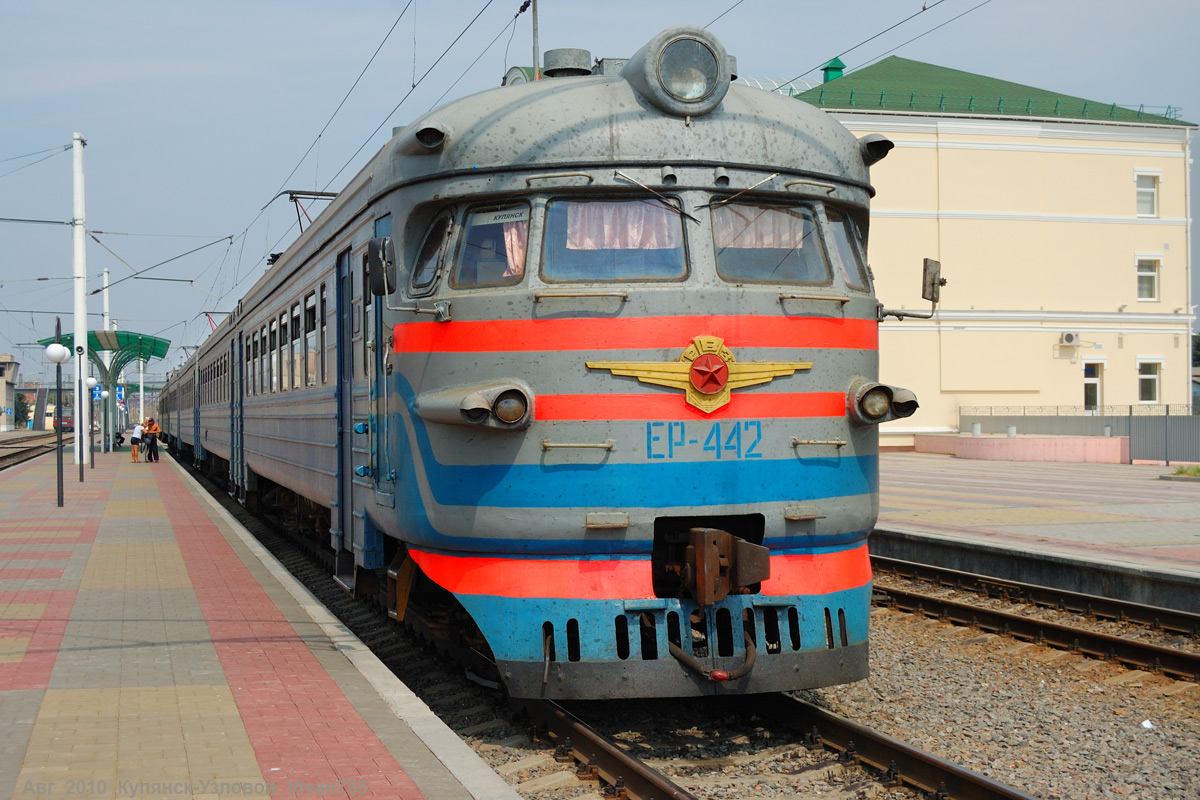
ЭР9П.442 in Kupjansk, Oblast Charkiw
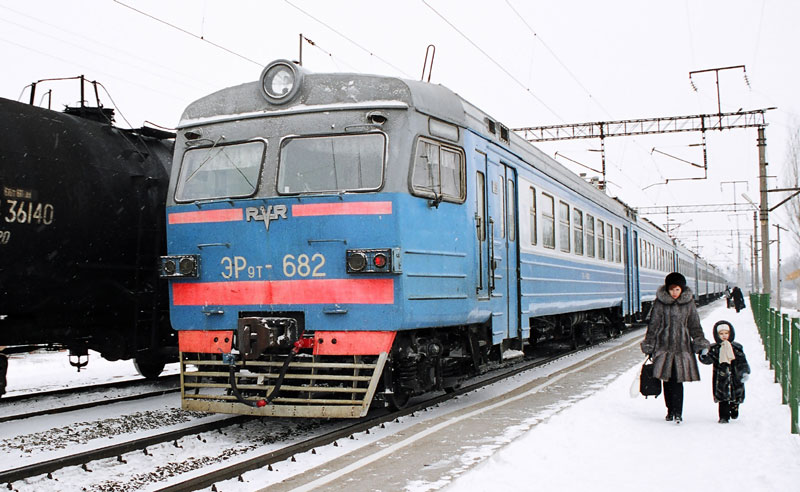
ЭР9T.682 in Saratow
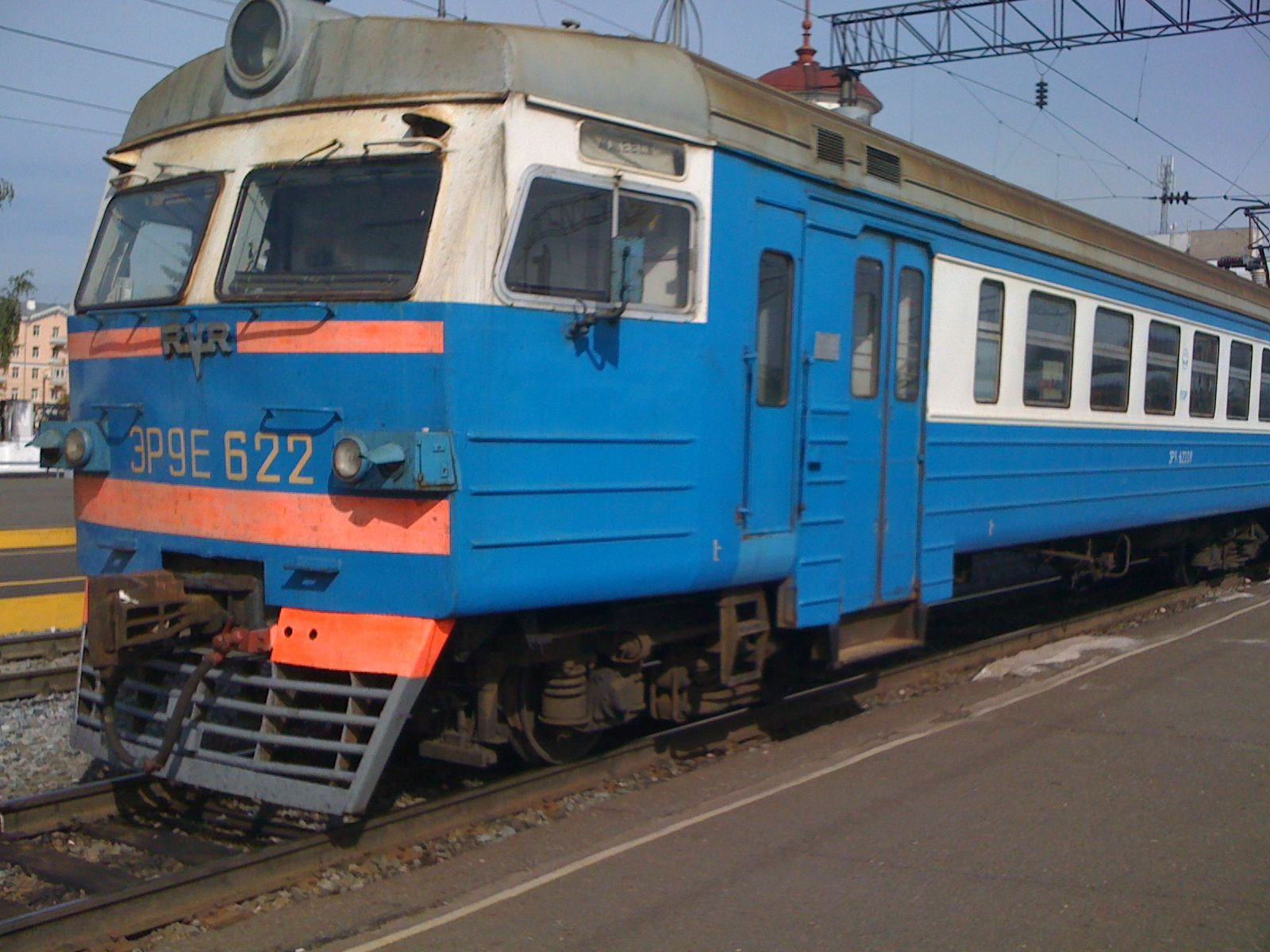
ЭР9E.622 in Ischewsk
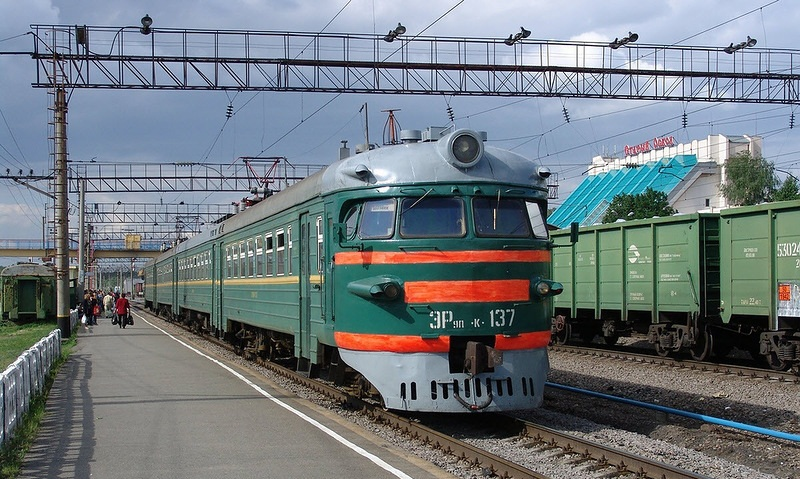
ЭР9ПK.137 in Stary Oskol